# Ferguson (Missouri)
Ferguson é uma cidade localizada no estado americano do Missouri, no Condado de St. Louis.

## Demografia
Segundo o censo americano de 2000, a sua população era de 22 406 habitantes. Em 2006, foi estimada uma população de 21 296, um decréscimo de 1110 (-5,0%).

## Geografia
De acordo com o United States Census Bureau tem uma área de 16,0 km², dos quais 16,0 km² cobertos por terra e 0,0 km² cobertos por água.

## Localidades na vizinhança
O diagrama seguinte representa as localidades num raio de 4 km ao redor de Ferguson.